# 埃克森·比納庫
埃克森·比納庫（瑞典語：Egzon Binaku，1995年8月27日—）是瑞典的一位足球運動員。他現在效力於瑞典足球超級聯賽球隊隆斯基爾，在場上的位置是後衛。他在2015年5月4日首次在瑞典足球超級聯賽中上場。他也代表瑞典U21國家足球隊參賽，參加了2017年歐洲U21足球錦標賽。

## 外部連結
- SvFF profile（页面存档备份，存于）
- Soccerway profile（页面存档备份，存于）
- BK Häcken profile